# لئوپولدو ماستلونی
لئوپولدو ماستلونی (ایتالیایی: Leopoldo Mastelloni؛ زادهٔ ۱۲ ژوئیهٔ ۱۹۴۵) کارگردان فیلم، بازیگر و خواننده اهل ایتالیا است.
از فیلم‌هایی که وی در آن‌ها نقش داشته است، می‌توان به بیست‌ساله بودن، راه حل سوم و لطفاً مراقب آملیا باش اشاره نمود.